# ایهور استتسیوک
ایهور استتسیوک (انگلیسی: Ihor Stetsiuk؛ زادهٔ ۲۱ ژوئن ۱۹۵۸) رهبر (موسیقی)، و آهنگساز اهل اتحاد جماهیر شوروی سوسیالیستی است. وی از دانشگاه ملی فرهنگ و هنر کیف و هنرستان کیو فارغ‌التحصیل شد، و در آنجا نزد آندری اشتوگارنکو تحصیل کرد.